# Charmus saradieli
Espèce
Charmus saradieli est une espèce de scorpions de la famille des Buthidae.

## Distribution
Cette espèce est endémique du Sri Lanka. Elle se rencontre dans le Massif central vers Hasalaka, Kandy, Padiyatalawa et Gannoruwa.

## Description
La femelle holotype mesure 23,50 mm et le mâle paratype 12,18 mm.

## Systématique et taxinomie
Cette espèce a été décrite par Kovařík, Lowe, Ranawana, Hoferek et Jayarathne en 2016.

## Étymologie
Cette espèce est nommée en l'honneur de Deekirikevage Saradiel aussi appelé Utuwankande Sura Saradiel, le robin des bois du Sri Lanka.

## Publication originale
- Kovařík, Lowe, Ranawana, Hoferek, Jayarathne, Plíšková & Šťáhlavský, 2016 : « Scorpions of Sri Lanka (Arachnida, Scorpiones: Buthidae, Chaerilidae, Scorpionidae) with Description of Four New Species of the Genera Charmus Karsch, 1879 and Reddyanus Vachon, 1972, stat. n. » Euscorpius, no 220, p. 1-133 (texte intégral).